# Debconf
Debconf (de l'anglès Debian Conference) és la conferència anual on els desenvolupadors de Debian es troben per parlar d'assumptes sobre el desenvolupament d'aquest sistema operatiu. A més de la Conferència formal amb tallers planificats i xerrades, els desenvolupadors de Debian fan sempre que poden altres xarrades en una escena més informal. Això s'ha institucionalitzat presentant el Debcamp en el Debconf d'Oslo el 2003: es va donar un espai i una infraestructura d'ordinadors per fer-ho.

## Edicions
| DebConf0(anglès)  | 5 - 9 de juliol del 2000        | Bordeus, França                   |
| DebConf1(anglès)  | 2 - 5 de juliol del 2001        | Bordeus, França                   |
| DebConf2          | 5 - 7 de juliol del 2002        | Toronto, Canadà                   |
| DebConf3(anglès): | 18 - 20 de juliol del 2003      | Oslo, Noruega                     |
| DebConf4(anglès)  | 26 de maig - 2 de juny del 2004 | Porto Alegre, Brasil              |
| DebConf5(anglès)  | 10 - 17 de juliol 2005          | Hèlsinki, Finlàndia               |
| DebConf6(anglès)  | 14 - 22 de maig del 2006        | Oaxtepec, Mèxic                   |
| DebConf7(anglès)  | 17 - 23 de juny del 2007        | Edimburg, Escòcia                 |
| DebConf8(anglès)  | 2 - 17 d'agost del 2008         | Mar del Plata, Argentina          |
| DebConf9(anglès)  | 24 - 30 de juliol del 2009      | Província de Càceres, Espanya     |
| DebConf10         | Per determinar 2010             | Nova York, Estats Units d'Amèrica |

## Miniconf
Hi ha un altre esdeveniment petit de Debian anomenat Miniconf, que té lloc anualment a la conferència de Linux australiana, linux.conf.au
| Debian GNU/Linux: Australian Mini-Conference 2002 Arxivat 2008-07-22 a Wayback Machine. | 2002: | 4-5 de febrer  | Brisbane, Austràlia   |
| Debian Miniconf2                                                                        | 2003: | 20-21 de gener | Perth, Austràlia      |
| Debian Miniconf3                                                                        | 2004: | 12-13 de gener | Adelaida, Austràlia   |
| Debian Miniconf4                                                                        | 2005: | 18-19 d'abril  | Canberra, Austràlia   |
| Debian Miniconf5 Arxivat 2008-01-07 a Wayback Machine.                                  | 2006: | 23-24 de gener | Dunedin, Nova Zelanda |
| Debian Miniconf6 Arxivat 2007-11-22 a Wayback Machine.                                  | 2007: | 15-16 de gener | Sydney, Austràlia     |
| Debian Miniconf7 Arxivat 2008-01-31 a Wayback Machine.                                  | 2008: | 28-29 de gener | Melbourne, Austràlia  |